# Нарач (река)
Нарач (блр. На́рач; рус. Нарочь) је река у северозападној Белорусији, у Мјадељском рејону Минске области. 
Отока је истоименог језера, а притока реке Вилије. Дужина тока износи око 75 km, ширина корита у горњим деловима тока је између 10 и 12 m, а при ушћу 30 до 40 m. Просечан проток је 11,9 m³/s. Нароч је типична равничарска река спорог тока (2 до 3 km/сат).